# (17024) Costello
Pour les articles homonymes, voir Costello.
(17024) Costello est un astéroïde de la ceinture principale.

## Description
(17024) Costello est un astéroïde de la ceinture principale. Il fut découvert le 15 mars 1999 à Reedy Creek par John Broughton. Il présente une orbite caractérisée par un demi-grand axe de 2,43 UA, une excentricité de 0,07 et une inclinaison de 5,3° par rapport à l'écliptique.

## Compléments